# Metro de Esmirna
El Metro de Esmirna (Turco:İzmir Metrosu) es una red de metro (transporte rápido subterráneo) de la ciudad de Esmirna, Turquía, que está constantemente siendo ampliado con nuevas estaciones en servicio. La red, que consiste en una línea, se inicia desde la estación de Fahrettin Altay en la parte sur del área metropolitana y se extiende hacia el noreste, a las zonas finales de Bornova. La línea era de 20 km de largo.
Las estaciones del metro son: 1) Fahrettin Altay, 2) Poligon, 3) Göztepe, 4) Hatay, 5) İzmirspor, 6) Üçyol, 7) Konak, 8) Çankaya, 9) Basmane, 10) Hilal, 11) Halkapınar, 12) Stadyum, 13) Sanayi, 14) Bölge, 15) Bornova, 16) Ege Üniversitesi, 17) Evka-3. 
En 1990, se pensó que el actual sistema de transporte público en Esmirna ya no podía soportar a la creciente población. El plan fue la idea de construir una red de transporte rápido por ferrocarril para hacer frente a esto. Se firmó un contrato en 1993, y la entrega fue en 1994. La construcción se inició en 1995 y se concluyó con éxito en alrededor de 4 años. En mayo de 2000, el sistema entró en servicio público. Hasta ese momento, el costo total del sistema había sido de 600 millones de $. Yapi Merkezi era el contratista principal para todo el diseño y la obra civil (túneles, puentes, viaductos, estaciones, vías, infraestructura, depósitos y talleres), así como el sistema de energía del tercer carril.
AdTranz fue el responsable del material rodante y los sistemas de señalización, suministro de energía y comunicación. (La tracción ABB fue adquirida posteriormente por Daimler y se convirtió en AdTranz sólo para ser comprado por Bombardier.) El vehículo de tren ligero de Esmirna (LRV) está hecho a medida para las vías de la línea. Se trata de un vehículo de 3.760 mm de alto (la cabeza del tren), de ancho 2650 mm y 23.500 mm de longitud (más los vagones acocplados) con una velocidad máxima de 80 km/h. La aceleración máxima es de 1,0 m/s con una capacidad de 44 y una capacidad permanente de 140.

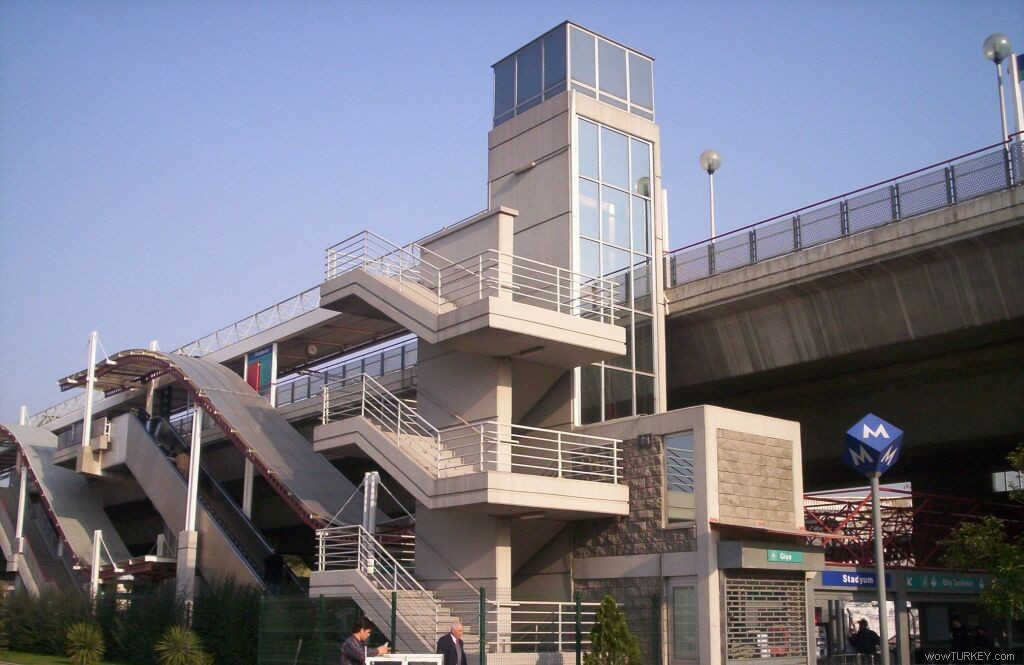
Estación Stadyum

Todas las unidades del metro ligero son autoalimentadas y la unidad y los sistemas de frenado (con una protección para las ruedas de desplazamiento) son controlados por el ordenador de a bordo. Un tren se compone de dos a cinco vagones con una cabina de conductor en cada extremo. El tranvía es una unidad articulada de seis ejes con tres vagones. El primer y último vagón se alimentan mientras que el vagón articulado queda en el centro. El sistema de energía auxiliar se basa en un convertidor estático inversor, alimentado por un ferrocarril de 750 Vcc y el suministro de 3 fases x 400 Vac a 50 Hz que se usa para compresores, ventiladores, luces, carga de la batería, etc El sistema de 24 V cc suministra al ordenador de a bordo, así como otros sistemas de seguridad tales como control automático del tren (ATC), la radio del tren, muestra de pasajeros, luces de emergencia, etc. Los aspectos de seguridad del túnel tienen la máxima prioridad.
Un sistema de tránsito rápido más ambicioso, llamado İZBAN conecta el norte de la ciudad, llega a la terminal sur de Cumaovası, a través del aeropuerto de Adnan Menderes y varias otras importantes áreas financieras y comerciales, tales como Karşıyaka y Alsancak. El İzban y el Metro ofrecen el trasbordo con los demás sistemas en la estación de Halkapınar.
La tarifa básica en el metro es de 1,70 liras turcas. Desde finales de 2011, en el metro, o cualquier otro sistema de transporte en la ciudad ya no se acepta dinero en efectivo. Los pasajeros tienen que utilizar la Kentkart (una tarjeta de transporte de prepago) para pagar el viaje. El Metro de Esmirna transporta alrededor de 60 millones de pasajeros al año.
La línea de metro de Esmirna tiene 27 kilómetros (17 millas) de longitud y, a partir del 4 de marzo de 2024, daba servicio a 24 estaciones.